# Brett Crozier

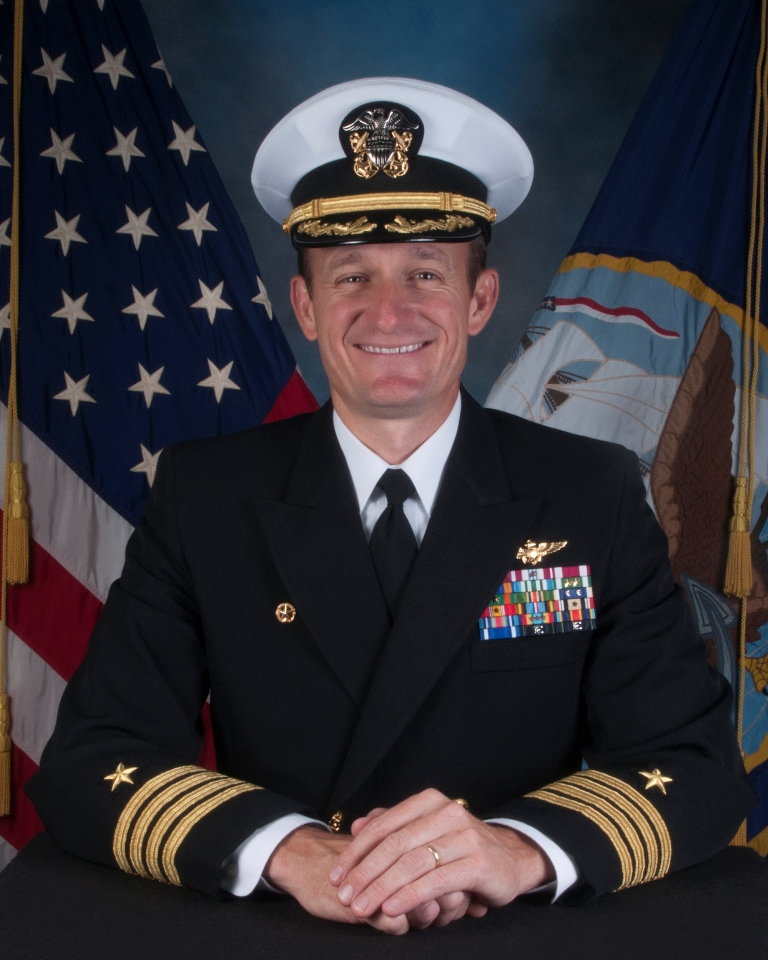
Brett Crozier (2017)

Brett Elliot Crozier (* 24. Februar 1970 in Santa Rosa, Kalifornien) ist ein US-amerikanischer Captain der United States Navy. Er diente bis Anfang April 2020 als Commanding Officer des Flugzeugträgers Theodore Roosevelt.

## Leben
Nach seinem High-School-Abschluss 1988 besuchte Crozier bis 1992 die United States Naval Academy und schloss 1994 seine Ausbildung zum Marineflieger ab. Im Anschluss diente er als Seahawk-Pilot auf der Fregatte Crommelin und dem Zerstörer Fletcher im Pazifik und bei der Operation Southern Watch im Persischen Golf. Nach einer Pilotenausbildung für die F/A-18 Hornet diente er 2003 während der Operation Iraqi Freedom auf dem Flugzeugträger Nimitz. 2007 wurde er an das Naval War College versetzt und machte dort einen Master-Abschluss in National Security and Strategic Studies. Nach weiteren Verwendungen als Kommandant des Kampfgeschwaders 94 (VFA-94) und bei der Naval Striking and Support Forces NATO absolvierte er 2014 das Naval Nuclear Power Training Program und diente anschließend bis Juli 2016 als Executive Officer auf dem Flugzeugträger Ronald Reagan. Im Juni 2017 übernahm er das Kommando über die Blue Ridge, das er bis November 2018 innehatte. Im November 2019 wurde er Kommandant der Theodore Roosevelt.
Für größere mediale Aufmerksamkeit sorgte Crozier Ende März 2020, als er während der COVID-19-Pandemie in einem Brief an die Admiralität die Evakuierung des vor Guam liegenden Schiffes gefordert hatte, da rund 100 der 4000 Besatzungsmitglieder an COVID-19 erkrankt waren und er eine schnelle Ausbreitung an Bord mit Todesopfern befürchtete. Da der Brief durch Abdruck im San Francisco Chronicle auch an die Öffentlichkeit gelangte, wurde Crozier durch die US-Regierung wegen der Nichteinhaltung des vorgeschriebenen Dienstwegs scharf kritisiert und am 2. April 2020 vom United States Secretary of the Navy Thomas B. Modly von seinem Kommando entbunden. Die Umstände seiner Entlassung führten zu vehementer öffentlicher Kritik an Modly, der am 7. April 2020 von seinem Posten zurücktrat. Nach seiner Ablösung wurde Crozier positiv auf eine Infektion mit dem Corona-Virus getestet.
Crozier wurde neben vielen Auszeichnungen unter anderem die Legion of Merit verliehen.